# Soisy-sous-Montmorency
Soisy-sous-Montmorency község Franciaországban, Val-d’Oise megyében. Lakosainak száma 18 068 fő (2022. január 1.).

## Földrajza
Soisy-sous-Montmorency Andilly, Enghien-les-Bains, Eaubonne, Montmorency és Saint-Gratien községekkel határos.

## Népessége
| Lakosok száma | 17 483 | 17 637 | 18 113 | 18 234 | 18 155 | 18 243 | 18 033 | 18 061 | 18 008 | 18 068 |
|               | 2008   | 2013   | 2015   | 2016   | 2017   | 2018   | 2019   | 2020   | 2021   | 2022   |

## A város híres szülöttei
- 1988-ban itt született Adrian Mannarino teniszező.

## Testvértelepülések
- Freiberg am Neckar